# Drumul european E01
Drumul european 1, pe scurt E1 sau E01, este un drum care leagă Larne, din Irlanda de Nord, de Sevilla, din Spania, trecând prin Dublin și prin Lisabona. De la A Coruña, la frontiera portugheză, E1 are același traseu cu autostrada spaniolă AP-9.
Drumul este întrerupt între portul Rosslare din Irlanda și Ferrol din Spania, neexistând o legătură maritimă. 

## Regatul Unit
Precum toate celelalte drumuri europene din Regat, E1 nu este afișat pe semnele rutiere din țară. 
E1 începe din Larne, în ținutul Antrim din Irlanda de Nord, după care merge la sud și trece prin orașele Newtownabbey, Belfast și Lisburn, după care intră în Irlanda. Drumul este pe majoritatea drumului unul de două benzi, în unele zone având statutul de autostradă. 

## Irlanda
După trecerea graniței, E1 continuă la sud pe M1/N1 până ajunge în suburbiile din Dublin, după care o ia pe centura acestuia (M50), astfel evitând orașul aglomerat. După ce a trecut de Dublin, drumul mai trece prin Wexford, după care ajunge la portul din Rosslare. 
La momentul de față nu există feriboturi între Irlanda și Spania.

## Spania
E1 trece de două ori prin Spania; mai întâi în nord de la Ferrol la Tui iar apoi de la Ayamonte la Sevilla. 
Pe prima porțiune traseul este același ca cel al autostrăzii A-9 până la granița cu Portugalia. Pe a doua porțiune însă, drumul devine autostrada A-49 până la Sevilla.

## Portugalia
În Portugalia drumul o ia de la Valença do Minho pe A3 până la orașul Porto, apoi pe A1 până la Lisabona. După Lisabona drumul merge pe A2, astfel trecând prin orașele Albufeira și Castro Marim, după care iarăși intră în Spania (vezi mai sus). 
Important: în unele zone din Portugalia E1 are traseul comun cu E80, acesta fiind semnalizat mult mai mult decât E1. 

## Traseu
- Irlanda de Nord (Regatul Unit)
  -  Larne–Newtownabbey
  -  Newtownabbey–Belfast
  -  Belfast
  -  Belfast–Lisburn
  -  Lisburn–Newry/Jonesborough
- Irlanda
  -   Jonesborough—Dublin (Santry)
  -  Dublin (Santry–Shankhill)
  -   Dublin (Shankhill)–Wexford
  -  Wexford–Rosslare
  -  Rosslare–Ferrol
- Spania
  -  Ferrol–Tui/Valença do Minho
- Portugalia
  -   A 3  Valença do Minho–Porto
  -   A 1  Porto–Coimbra–Lisabona
  -   A 2  Lisabona–Albufeira
  -   A 22  Albufeira–Castro Marim/Ayamonte
- Spania
  -  Ayamonte–Sevilla